# BakeMark
Die BakeMark Deutschland GmbH war ein Anbieter von Produkten und Serviceleistungen für handwerkliche und industrielle Hersteller sowie Großverbraucher von Backwaren und beschäftigte etwa 1.300 Mitarbeiter an seinen vier Standorten und im Außendienst. Die BakeMark Deutschland GmbH entstand im Dezember 2001 durch eine Fusion der Bremer MeisterMarken GmbH mit der Boehringer Backmittel GmbH & Co. KG aus Bingen. 
Die Zentrale von BakeMark Deutschland war in Bremen, gleichzeitig auch Hauptsitz des Bereichs Tiefkühlbackwaren und Produkte für den Außer-Haus-Verzehr mit den Marken Goldfrost und Baker & Baker. Am Standort Bingen am Rhein war der Geschäftsbereich Backzutaten für das handwerkliche Bäckereigeschäft mit der Marke MeisterMarken-Ulmer Spatz angesiedelt.
BakeMark Deutschland verfügte außerdem über zwei Produktionsstandorte: Im Werk Delmenhorst bei Bremen werden Spezialmargarinen, Siedefette, Spezialöle, Backkrems, Fettglasuren, Trennmittel-Emulsionen, Tiefkühl-Backwaren und Spezial-Saucenprodukte produziert. Im Neu-Ulmer Stadtteil Gerlenhofen entstanden Backmittel und Backmischungen für Brot, Brötchen und Feine Backwaren, Sauerteigprodukte, Gebäckfüllungen, Feinbackmischungen mit sprühkristallisierten Fetten und sonstige Erzeugnisse.
BakeMark Deutschland war eine Tochterfirma der niederländischen Unternehmensgruppe Corbion. Zum 1. Januar 2010 wurde der Name BakeMark zugunsten der Bezeichnung CSM Deutschland aufgegeben.